# Niphetogryllacris testaceus
Niphetogryllacris testaceus är en insektsart som beskrevs av Lucien Chopard 1954. Niphetogryllacris testaceus ingår i släktet Niphetogryllacris och familjen Gryllacrididae. Inga underarter finns listade i Catalogue of Life.